# Петрана (Грчка)
Петрана (грч. Πετρανά) је насељено место у општини Кожани у периферији Западна Македонија, Грчка. Према попису из 2021. године било је 657 становника.
Према бугарском географу и историчару, Василу Канчову, у Петрани је 1900. године живело 388 Турака. Године 1923. турско становништво је принудно исељено у Турску а на њихово место је насељено 83 грчких избегличких породица, којих је на попису из 1928. било 346. Село се раније звало Џинџилер.